# Paragomphus magnus
Paragomphus magnus är en trollsländeart som beskrevs av Fraser 1952. Paragomphus magnus ingår i släktet Paragomphus och familjen flodtrollsländor. IUCN kategoriserar arten globalt som livskraftig. Inga underarter finns listade i Catalogue of Life.